# Nangarhar
Nangarhar ou Nangarhâr (en pachto : ننګرهار ; en dari : ننگرهار) est une province de l'Est de l'Afghanistan. Sa capitale est Jalalabad. Depuis 2005, elle est subdivisée en vingt-deux districts.
Elle est limitrophe des provinces de Logar, Kaboul, Laghman et Kounar et a une frontière internationale avec le Pakistan. Elle compte une population d’environ 1 735 531 habitants, la troisième plus peuplée des 34 provinces du pays. 
C’est l’une des quatre provinces N2KL (Nangarhar, Nouristan, Kounar et Laghman). N2KL est la désignation utilisée par les forces américaines et de la coalition en Afghanistan pour la région accidentée et très violente le long de la frontière entre l’Afghanistan et le Pakistan en face des zones tribales sous administration fédérale du Pakistan (fusionnées en 2018 avec Khyber Pakhtunkhwa).

## Districts

Les vingt-deux districts de la province de Nangarhâr, depuis 2005.

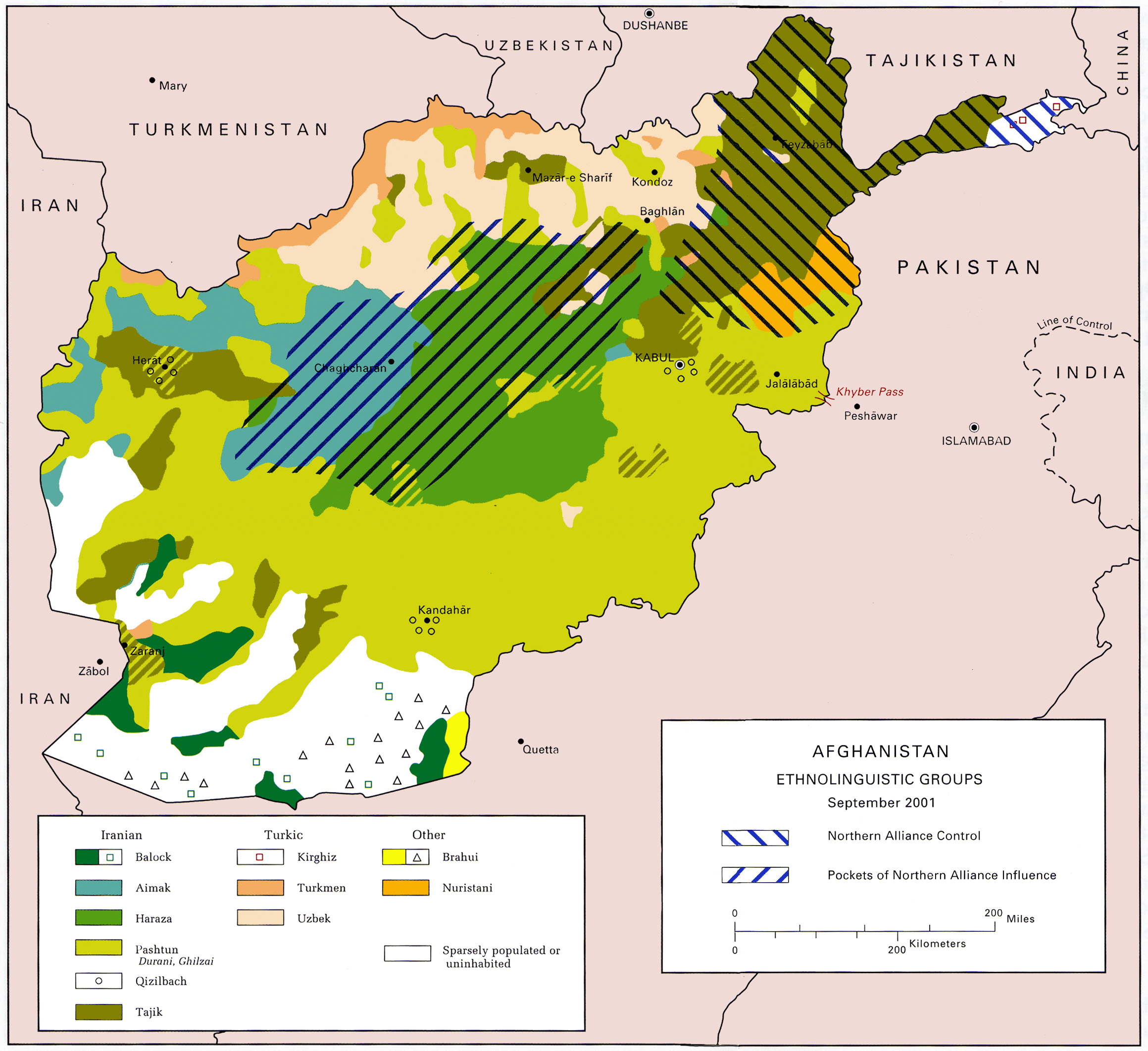
Ethnolinguistique : groupes ethniques en Afghanistan.

| District                    | Capitale  | Population | Superficie | Notes                                                  |
| --------------------------- | --------- | ---------- | ---------- | ------------------------------------------------------ |
| Deh Bala (en) ou Haska Mena |           | 33 294     |            | 100 % Pachtounes,                                      |
| Achin                       |           | 95 468     |            | 100 % Pachtounes                                       |
| Bihsud (en)                 |           | 118 934    |            | 95 % Pachtounes, 5 % Arabes                            |
| Chaparhar (en)              |           | 57 339     |            | 100 % Pachtounes                                       |
| Darai Nur (en)              |           | 98 202     |            | 73 % Pachtounes, 27 % Pashai                           |
| Bati Kot (en)               |           | 31 308     |            | 100 % Pachtounes                                       |
| Dur Baba (en)               |           | 13 479     |            | 100 % Pachtounes                                       |
| Goshta (en)                 |           | 31 130     |            | 100 % Pachtounes                                       |
| Hisarak (en)                |           | 28 376     |            | 100 % Pachtounes                                       |
| Jalalabad                   | Jalalabad | 205 423    |            | Tajiks, Arabes, Pashais, 90 % Pachtounes               |
| Kama (en)                   |           | 52 527     |            | 100 % Pachtounes                                       |
| Khogyani (en)               |           | 111 479    |            | 100 % Pachtounes                                       |
| Kot (en)                    |           | 52 154     |            | créé en 2005 à partir du Rodat (en) ; 100 % Pachtounes |
| Kuz Kunar (en)              |           | 42 823     |            | 98 % Pachtounes, 2 % Pashai                            |
| Lal Pur (en)                |           | 18 997     |            | 100 % Pachtounes                                       |
| Momand Dara (en)            |           | 42 103     |            | 100 % Pachtounes                                       |
| Nazyan (en) Nazyan          |           | 16 328     |            | 100 % Pachtounes                                       |
| Pachir Aw Agam (en)         |           | 40 141     |            | 100 % Pachtounes                                       |
| Rodat (en)                  |           | 63 357     |            | Subdivisé en 2005 ; 100 % Pachtounes                   |
| Sherzad (en)                |           | 63 232     |            | 100 % Pachtounes                                       |
| Shinwar (en)                |           | 64 872     |            | 100 % Pachtounes                                       |
| Surkh Rod (en)              |           | 91 548     |            | 100 % Pachtounes                                       |

## Histoire récente
Le 13 avril 2017 pendant la guerre d'Afghanistan, les États-Unis font usage d'une bombe très puissante dans le district d'Achin. L'objectif visé était une position de l'EI-K, branche locale de l'État islamique, retranchée dans une série de grottes et tunnels.
Cette bombe, de type GBU-43/B dénommée Massive Ordnance Air Blast Bomb, est larguée depuis un Lockheed MC-130,, avion utilisé par l'Air Force Special Operations Command.
D'après des sources officielles afghanes relayées par l'armée américaine, cette frappe aérienne sur Nangarhâr (en) aurait tué 94 militants de l'EI-K dont quatre leaders.

## Personnalités liées à la province
- Ibrahim Ibrahimi (1972- ), musicien et pédagogue afghan.
- Mursal Nabizada (-2023) , députée, assassinée